# Челица (река)
Челица — река в России, протекает по территории Беломорского района Карелии и Онежского района Архангельской области. Берёт своё начало из Челицкого озера, впадает в Онежская губа Белого моря. Длина реки — 20 км, площадь водосборного бассейна — 89,4 км².

## Данные водного реестра
По данным государственного водного реестра России относится к Баренцево-Беломорскому бассейновому округу, водохозяйственный участок реки — реки бассейна Онежской губы от южной границы бассейна реки Кемь до западной границы бассейна реки Унежма, без реки Нижний Выг. Речной бассейн реки — бассейны рек Кольского полуострова и Карелии, впадает в Белое море.